# Flora Somala
Flora Somala (abreviado Fl. Somala) es un libro con ilustraciones y descripciones botánicas que fue escrito por el botánico, briólogo, algólogo y pteridólogo italiano; Emilio Chiovenda y publicado en Roma en 3 volúmenes en los años 1929-1936.

## Publicación
- Volumen nº 1, 1929;
- Volumen nº 2, Sep-Dec 1932;
- Volumen nº 3, 1936